# Song Bird
Song Bird is het tweede studioalbum van de Amerikaanse soulzangeres Deniece Williams. Het werd in 1977 door Columbia Records uitgegeven. Het album bereikte de 66ste plaats in de Billboard 200. De single "Baby, Baby My Love's All For You" bereikte de dertiende plaats in de hitlijst Hot Soul Singles.

## Tracklist
Kant één
1. "Time" - 3:51
2. "The Boy I Left Behind" - 3:37
3. "We Have Love for You" - 3:36
4. "God Is Amazing" - 4:00

Kant twee
1. "Baby, Baby My Love's All for You" - 4:09
2. "Season"  -3:38
3. "Be Good to Me" - 2:56
4. "The Paper" - 7:48

## Musici
- Sidney Barnes - zang
- George Bohannon - trombone
- Oscar Brashear - trompet
- Larry Dunn - synthesizer
- Charles Fearing - gitaar
- Victor Feldman - achtergrondzang
- Chuck Findley - trompet
- David Garibaldi - drums
- Michael Harris - trompet

- Marlon Henderson - saxofoon
- Azar Lawrence - saxofoon
- Charles Loper - trombone
- Steve Madaio - trompet
- Al McKay - gitaar
- Don Myrick - saxofoon
- George Patterson - saxofoon
- Jerry Peters - toetsen
- Alan Robinson - hoorn

- Marylin Robinson - hoorn
- Louis Satterfield - trombone
- David Sheilds - basgitaar
- Nathan Watts - basgitaar
- Fred White - drums
- Maurice White - drums, percussie, zang
- Verdine White - basgitaar
- Deniece Williams - zang
- Andrew Woolfolk - saxofoon